# Finansialisering
Finansialisering är ett samhällsvetenskapligt begrepp som används för att beskriva den ökande betydelse som den finansiella ekonomin har i vår tid.
Tidsmässigt brukar beskrivningar av finansialisering ta avstamp i de avregleringar av de finansiella marknaderna som skedde i en lång rad länder under 1970- och 80-talet. Mellan 1980 och 2005 ökade värdet av världens finansmarknader från 109 till 316 procent av den globala bruttonationalprodukten. I en tid då värdet av världens samlade produktion ökade kraftigt, växte alltså finansmarknaderna ännu snabbare . De finansiella marknaderna, dess institutioner och företrädare har som en följd av detta kommit att spela en allt större roll i världsekonomin. Detta gäller på makroplanet såväl som på företagsnivå, men det har också konsekvenser för hur samhällets välfärd och människors vardag formas i vår tid.
Begreppet finansialisering ges lite olika betydelser i olika typer av samhällsvetenskaplig forskning. I forskning där företagandet står i centrum avses främst den ökade orienteringen mot aktieägarvärde och börsvärde. I makroekonomiskt orienterad forskning och politisk ekonomi används begreppet för att beskriva hur de finansiella marknaderna växt snabbare än den ”reala” ekonomin, men också för att förklara hur nationellt politiskt beslutsfattande blivit alltmer beroende av ett snabbrörligt och globalt finansiellt kapital. Och slutligen, i kulturorienterad och sociologisk forskning har begreppet finansialisering använts för att beskriva den breda samhällsomvandling som skett när finansiell ekonomi och finanskultur spridits i samhället i stort.  